# TV Quality
TV Quality fue un canal argentino de televisión por cable de documentales, cultura y divulgación científica, que emitió desde 1992 hasta 2000.

## Historia
En 1992, en pleno auge de la televisión por cable, Programas Santa Clara S.A. (empresa argentina productora y distribuidora de programas culturales, documentales y educativos para televisión) comenzó la producción de la primera señal documental y cultural de Argentina: TV Quality. En 1994, TV Quality incorporó dentro de su grilla de programación a Educable, el primer sistema educativo privado de televisión por cable, que para ese entonces emitía 2.400 programas basados en el currículo escolar y llegaba a más de 10.000 escuelas públicas en Argentina.
TV Quality, además de la producción de documentales y material educativo para televisión, realizaba doblajes al español para Hispanoamérica de programas realizados por la BBC, National Geographic Television, Multimedia Group of Canada, Coronet, la NASA, Sociedad Costeau, entre otros.
TV Quality-Educable ofrecía de forma gratuita contenidos curriculares para todos los niveles de la educación.

## Reconocimiento
En 1998, la Fundación Konex reconoció a TV Quality con un Premio Konex - Diploma al Mérito como una de las Instituciones Culturales más importantes de la última década en la Argentina.

## Venta
En julio de 2000, Programas Santa Clara vendió TV Quality y Educable a Ole Communications y a A+E Networks. De esta forma, HBO Latin America Group ingresó de lleno en el mercado de Sudamérica, absorbiendo a un eventual competidor y reemplazando su señal por The History Channel.